# Koïchiro Matsuura
Koïchiro Matsuura (松浦晃一郎 Matsuura Kõichirõ?), född 29 september 1937 i Tokyo, är före detta generaldirektör för Unesco från 1999 till 2009.

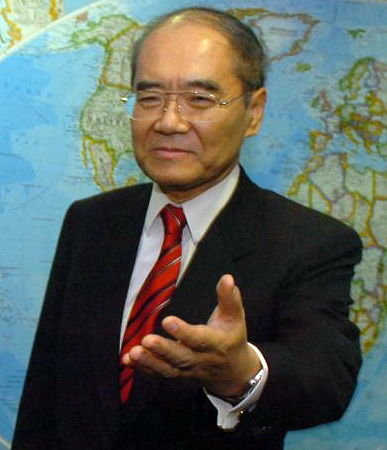
Koichiro Matsuura.

Matsuura tog examen inom rättsvetenskap från University of Tokyo 1959. Efter det tillbringade han två år på Haverford College i USA. Han började sin diplomatiska karriär 1961 med en tjänst i Ghana som innefattade diplomatiska kontakter med tio västafrikanska länder.
Han har skrivit böcker på japanska, engelska och franska om Unesco, internationella relationer, mötespunkten mellan diplomati och utvecklingssamarbeten, amerikansk-japanska relationer, fransk-japanska relationer och en historik över G8-mötena.